# Ноччано
Ноччано (итал. Nocciano) — коммуна в Италии, расположена в регионе Абруццо, подчиняется административному центру Пескара.
Население составляет 1671 человек, плотность населения составляет 129 чел./км². Занимает площадь 13 км². Почтовый индекс — 65010. Телефонный код — 085.
Покровителем населённого пункта считается святой Лаврентий Римский. Праздник ежегодно празднуется 10 августа.